# تپه گورستان دوآب
تپه قبرستان دوآب مربوط به سدهٔ ۶ تا ۸ ه.ق است و در شهرستان اشنویه، بخش نالوس، دهستان اشنویه جنوبی، روستای دوآب واقع شده و این اثر در تاریخ ۲۸ شهریور ۱۳۸۶ با شمارهٔ ثبت ۱۹۶۳۱ به‌عنوان یکی از آثار ملی ایران به ثبت رسیده است.